# Campionati del mondo di atletica leggera 2019 - Maratona femminile
La gara della maratona femminile dei campionati del mondo di atletica leggera 2019 si è svolta a partire da un minuto prima della mezzanotte tra il 27 e il 28 settembre a Doha, in Qatar.
Nonostante la partenza in notturna, a causa delle alte temperature e dell'umidità solo 40 atlete sulle 68 partenti ha portato a conclusione la gara.

## Podio
| Pos.    | Atleta           | Nazionalità | Prestazione |
| ------- | ---------------- | ----------- | ----------- |
| Oro     | Ruth Chepngetich | Kenya       | 2h32'43"    |
| Argento | Rose Chelimo     | Bahrein     | 2h33'46"    |
| Bronzo  | Helalia Johannes | Namibia     | 2h34'15"    |

## Situazione pre-gara

### Record
Prima di questa competizione, il record del mondo (RM) e il record dei campionati (RC) erano i seguenti.
| Record                | Prestazione | Atleta                      | Data                               | Competizione  |
| --------------------- | ----------- | --------------------------- | ---------------------------------- | ------------- |
| Record mondiale       | 2h15'25"    | Paula Radcliffe Regno Unito | 13 aprile 2003 Londra, Regno Unito |               |
| Record dei campionati | 2h20'57"    | Paula Radcliffe Regno Unito | 14 giugno 2005 Helsinki, Finlandia | Mondiali 2005 |

### Campioni in carica
I campioni in carica a livello mondiale e olimpico erano:
| Campione | Atleta               | Prestazione | Data                                   | Competizione   |
| -------- | -------------------- | ----------- | -------------------------------------- | -------------- |
| Olimpico | Jemima Sumgong Kenya | 2h24'04"    | 14 agosto 2016 Rio de Janeiro, Brasile | Olimpiadi 2016 |
| Mondiale | Rose Chelimo Bahrein | 2h27'11"    | 6 agosto 2017 Londra, Regno Unito      | Mondiali 2017  |

### La stagione
Prima di questa gara, gli atleti con le migliori tre prestazioni dell'anno erano:
| Pos. | Atleta                  | Prestazione | Data                                       |
| ---- | ----------------------- | ----------- | ------------------------------------------ |
| 1    | Ruth Chepngetich Kenya  | 2h17'08"    | 25 gennaio 2019 Dubai, Emirati Arabi Uniti |
| 2    | Worknesh Degefa Etiopia | 2h17'41"    | 25 gennaio 2019 Dubai, Emirati Arabi Uniti |
| 3    | Brigid Kosgei Kenya     | 2h18'20"    | 28 aprile 2019 Londra, Regno Unito         |

## Classifica finale
La gara si è tenuta il 27 settembre dalle ore 23:59, con i seguenti risultati:
| Pos. | Nome                       | Nazionalità                 | Tempo    | Note                                     |
| ---- | -------------------------- | --------------------------- | -------- | ---------------------------------------- |
|      | Ruth Chepngetich           | Kenya                       | 2h32'43" |                                          |
|      | Rose Chelimo               | Bahrein                     | 2h33'46" |                                          |
|      | Helalia Johannes           | Namibia                     | 2h34'15" |                                          |
| 4    | Edna Ngeringwony Kiplagat  | Kenya                       | 2h35'36" | Miglior prestazione personale stagionale |
| 5    | Volha Mazuronak            | Bielorussia                 | 2h36'21" |                                          |
| 6    | Roberta Groner             | Stati Uniti                 | 2h38'44" |                                          |
| 7    | Mizuki Tanimoto            | Giappone                    | 2h39'09" |                                          |
| 8    | Kim Ji Hyang               | Corea del Nord              | 2h41'24" |                                          |
| 9    | Lyndsay Tessier            | Canada                      | 2h42'03" | Miglior prestazione personale stagionale |
| 10   | Jo Un Ok                   | Corea del Nord              | 2h42'23" |                                          |
| 11   | Madoka Nakano              | Giappone                    | 2h42'39" |                                          |
| 12   | Desi Jisa Mokonin          | Bahrein                     | 2h43'19" |                                          |
| 13   | Carrie Dimoff              | Stati Uniti                 | 2h44'35" | Miglior prestazione personale stagionale |
| 14   | Ri Kwang-Ok                | Corea del Nord              | 2h46'16" |                                          |
| 15   | Visiline Jepkesho          | Kenya                       | 2h46'38" |                                          |
| 16   | Marta Galimany             | Spagna                      | 2h47'45" |                                          |
| 17   | Nastassia Ivanova          | Bielorussia                 | 2h48'41" |                                          |
| 18   | Charlotta Fougberg         | Svezia                      | 2h49'17" |                                          |
| 19   | Anne-Mari Hyryläinen       | Finlandia                   | 2h51'26" |                                          |
| 20   | Marcela Joglová            | Rep. Ceca                   | 2h52'22" |                                          |
| 21   | Rutendo Joan Nyahora       | Zimbabwe                    | 2h52'33" |                                          |
| 22   | Sardana Trofimova          | Atleti Neutrali Autorizzati | 2h52'46" |                                          |
| 23   | Nazret Weldu               | Eritrea                     | 2h53'45" |                                          |
| 24   | Ma Yugui                   | Cina                        | 2h55'24" |                                          |
| 25   | Khishigsaikhan Galbadrakh  | Mongolia                    | 2h56'15" |                                          |
| 26   | Alisa Vainio               | Finlandia                   | 2h56'30" | Miglior prestazione personale stagionale |
| 27   | Melanie Myrand             | Canada                      | 2h57'40" |                                          |
| 28   | Salomé Rocha               | Portogallo                  | 2h58'19" |                                          |
| 29   | Gloria Priviletzio         | Grecia                      | 2h58'43" |                                          |
| 30   | Valdilene Dos Santos Silva | Brasile                     | 2h59'00" |                                          |
| 31   | Manuela Soccol             | Belgio                      | 2h59'11" |                                          |
| 32   | Svjatlana Kudzelič         | Bielorussia                 | 3h00'38" |                                          |
| 33   | Ciren Cuomu                | Cina                        | 3h01'56" |                                          |
| 34   | Bayartsogtyn Mönkhzaya     | Mongolia                    | 3h02'57" |                                          |
| 35   | Rochelle Rodgers           | Australia                   | 3h05'12" |                                          |
| 36   | Andreia Hessel             | Brasile                     | 3h06'13" |                                          |
| 37   | Johanna Bäcklund           | Svezia                      | 3h08'30" |                                          |
| 38   | Kelsey Bruce               | Stati Uniti                 | 3h09'37" |                                          |
| 39   | Mayada Al-Sayad            | Palestina                   | 3h10'30" |                                          |
| 40   | Gabriela Traña             | Costa Rica                  | 3h19'13" |                                          |
| -    | Elvan Abeylegesse          | Turchia                     | dnf      |                                          |
| -    | Ruti Aga                   | Etiopia                     | dnf      |                                          |
| -    | Bojana Bjeljac             | Croazia                     | dnf      |                                          |
| -    | Monika Bytautienė          | Lituania                    | dnf      |                                          |
| -    | Fadime Çelik               | Turchia                     | dnf      |                                          |
| -    | Rosa Chacha                | Ecuador                     | dnf      |                                          |
| -    | Linet Toroitich Chebet     | Uganda                      | dnf      |                                          |
| -    | Shure Demise               | Etiopia                     | dnf      |                                          |
| -    | Roza Dereje                | Etiopia                     | dnf      |                                          |
| -    | Sara Dossena               | Italia                      | dnf      |                                          |
| -    | Giovanna Epis              | Italia                      | dnf      |                                          |
| -    | Shitaye Eshete             | Bahrein                     | dnf      |                                          |
| -    | Sasha Gollish              | Canada                      | dnf      |                                          |
| -    | Dagmara Handzlik           | Cipro                       | dnf      |                                          |
| -    | Ayano Ikemitsu             | Giappone                    | dnf      |                                          |
| -    | Sitora Xamidova            | Uzbekistan                  | dnf      |                                          |
| -    | Mariya Korobitskaya        | Kirghizistan                | dnf      |                                          |
| -    | Li Dan                     | Cina                        | dnf      |                                          |
| -    | Failuna Matanga            | Tanzania                    | dnf      |                                          |
| -    | Clementine Mukandanga      | Ruanda                      | dnf      |                                          |
| -    | Elvanie Nimbona            | Burundi                     | dnf      |                                          |
| -    | Cecilia Norrbom            | Svezia                      | dnf      |                                          |
| -    | Matea Parlov Koštro        | Croazia                     | dnf      |                                          |
| -    | Charlotte Purdue           | Regno Unito                 | dnf      |                                          |
| -    | Lonah Chemtai Salpeter     | Israele                     | dnf      |                                          |
| -    | Oleksandra Shafar          | Ucraina                     | dnf      |                                          |
| -    | Hanna Vandenbussche        | Belgio                      | dnf      |                                          |
| -    | Hiruni Kesara Wijayaratne  | Sri Lanka                   | dnf      |                                          |
| -    | Tish Jones                 | Regno Unito                 | dns      |                                          |
| -    | Nikolina Šustić            | Croazia                     | dns      |                                          |